# Jacques Rensburg (musicus)
Jacques Eduard Rensburg (Rotterdam, 21 mei 1846 – Bonn, 22 december 1910) was een Duits cellist van Nederlandse komaf.
Hij was zoon van kantoorbediende, later commissionair in effecten Eduard Hartog Rensburg en Flora van Witsen (commanditaire bankvereniging Rensburg en van Witsen). Zelf trouwde hij met de Keulse Julie Levie, dochter van Therese Offenbach, zuster van componist Jacques Offenbach. Bij zijn militaire keuring stond hij nog te boek als kantoorbediende.
Hij kreeg zijn opleiding aan de Rotterdamse Muziekschool van Joseph Giese, Daniël de Lange, Emil Hegar en Woldemar Bargiel. Al op tienjarige leeftijd was hij op het concertpodium te vinden. Na de genoemde opleidingen trok hij naar Keulen om plaats te nemen in het Gürzenich-Orchester en in combinatie daarmee ook les te krijgen van Alex Schmitt. Bij aankomst in Keulen bleek Alex Schmitt echter dusdanig ziek te zijn, dat in plaats van les te krijgen Rensburg Schmitts plaats van solocellist in het orkest waarnaam. Na Schmitts overlijden nam hij die positie definitief over. Op 1 april 1868 nam hij ook Schmitts functie van docent aan het Keuls conservatorium (Rheinischen Musikschule) over. Hij gaf menig concert als solist, waarbij hij muzikaal in aanraking kwam met pianist Anton Rubinstein, soleerde bij het Gewandhausorchester en speelde met Johannes Brahms diens strijkkwartet opus 25. Een zenuwinzinking maakte een einde aan zijn muzikale loopbaan. Hij keerde terug naar Rotterdam en stapte in de bankfirma van zijn vader. In 1880 ging hij werken voor de koffiebranderij A. Zuntz sel. Wwe in Bonn.
Alhoewel geen musicus meer, organiseerde hij vanuit huis muziekavonden met gesprekken en uitvoeringen. Zo kwamen Joseph Joachim, Pablo de Sarasate, Johannes Brahms, Max Bruch, Elly Ney en Elise Polo langs. Daarbij kwam plezier in het musiceren weer terug maar op een veel lager pitje; er kwamen avondconcerten. Ook werd hij weer actief cellist, ditmaal binnen het Heckmann Strijkkwartet en het Gürzenich Strijkkwartet. Als kamermuziekbeoefenaar nam hij in 1893 deel aan het openingsconcert van het Beethoven Haus waar ook Carl Reinecke en Joseph Joachim te beluisteren waren. Er volgde nog een concertreis naar Italië, maar een ontsteking in zijn arm zorgde voor een definitief eind van zijn muzikale loopbaan. 
Van hem is een aantal composities bekend:
- opus 1: Recitatief, Adagio en Allegro moderato in de vorm van een Concertstuk voor violoncel met orkestbegeleiding (uitgegeven door Breitkopf & Härtel)
- opus 2: Drei Stücke voor cello en piano (Junge Liebe, Bangen, Beruhigung, uitgegeven door Gustav Cohen, Bonn)
- opus 3: Concert voor cello en orkest (uitgegeven door Ries & Erler, Berlijn, 1893)
- opus 4: Am Meerrestrande, drie karakterstukken voor cello, viool, altviool en orkest 91892)
- opus 5: Ballade voor cello en orkest (uitgegeven door Breitkopf und Härtel

Componisten Gustav Hollaender, Gustav Jensen  en Max Bruch (Adagio op Keltische melodieën) droegen werken aan hem op.